# Franz de Paula von Schrank

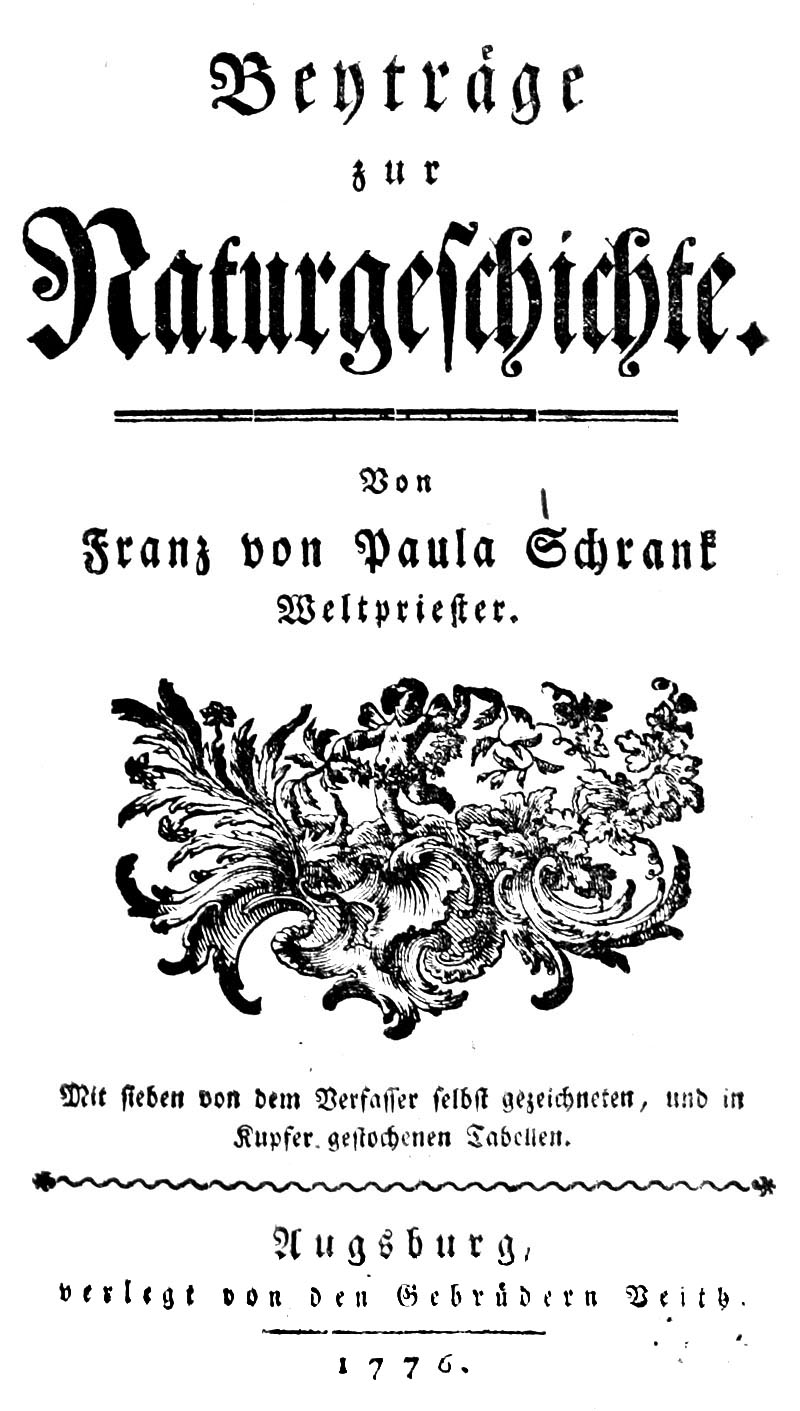
Strona tytułowa dzieła Beiträge zur Naturgeschichte, 1776

Franz de Paula von Schrank SJ (ur. 21 sierpnia 1747 w Vornbach am Inn, zm. 22 grudnia 1835 w Monachium) – niemiecki botanik i entomolog, jezuita.

## Życiorys
Urodził się w rodzinie prawnika Johannesa Schranka i jego żony Marii Walburgi. Pierwsze nauki pobierał w domu. W 1756 uczęszczał do szkoły jezuickiej (Gymnasium Leopoldinum) w Pasawie.
W 1762, w wieku piętnastu lat, wstąpił do Towarzystwa Jezusowego a dwuletni nowicjat odbył w Wiedniu, przy czym kilka tygodni spędził w Sopronie. Dalsze nauki pobierał w klasztorach na Węgrzech i w Wiedniu. Obok teologii i studiów nad językami starożytnymi, zajmował się matematyką, fizyką, entomologią, astronomią i botaniką. Z powodu złego stanu zdrowia nie został posłany na misję do Ameryki ani Indii, powierzono mu natomiast stanowisko nauczyciela w szkole jezuickiej w Linzu. Po kasacie zakonu (w 1773) wrócił do Wiednia. W 1774 uzyskał stopień subdiakona w Pasawie, a trzy miesiące później został wyświęcony na księdza w Wiedniu. W 1775 lub 1776 zdobył tytuł doktora teologii.
W 1776 objął posadę nauczyciela fizyki i matematyki w liceum w Ambergu, a w 1779 retoryki w liceum w Burghausen. W 1784 został przeniesiony na uczelnię w Ingolstadt (Universität Ingolstadt, obecnie Uniwersytet Ludwika i Maksymiliana w Monachium), gdzie wykładał rolnictwo, leśnictwo, górnictwo, botanikę i zoologię. Po przeniesieniu uczelni do Landshutu (w 1800) wykładał tam botanikę, a jednym z jego studentów był późniejszy król Bawarii, Ludwik I Wittelsbach (1786–1868). W 1808 otrzymał tytuł szlachecki. W 1809 przeniesiono go do Monachium, gdzie objął funkcję dyrektora nowo założonego ogrodu botanicznego (Alter Botanischer Garten).

## Publikacje
Jest autorem około 270 publikacji, w tym:
- 1776 – Beiträge zur Naturgeschichte[2]
- 1785 – Naturhistorische Briefe über Österreich, Salzburg, Passau und Berchtesgaden, razem z Karlem von Mollem (1760–1838), sprawozdanie z podróży[2]
- 1785 – Anfangsgründe der Botanik, podręcznik do nauki botaniki[2]
- 1786 – Baiersche Reise, sprawozdanie z wyprawy botanicznej przez Górną Bawarię[2]
- 1789 – Baiersche Flora, pierwsze całościowe opracowanie flory bawarskiej[2]
- 1793 – Reise nach den südlichen Gebirgen von Bayern, sprawozdanie w wyprawy podjętej na zlecenie Bawarskiej Akademii Nauk w 1788[2]
- 1794 – Von den Nebengefässen der Pflanzen und ihrem Nutzen, gdzie Schrank przypisał włoskom na roślinach funkcje absorpcji wilgotności[3]
- 1811–1820 – Flora monacensis z 400 kolorowymi ilustracjami austriackiego malarza Johanna Nepomuka Mayrhofera (1764–1832)[3]
- 1819 – Plantæ rariores horti academici Monacensis descriptæ et iconibus illustratæ, dwutomowe dzieło z ponad stoma ilustracjami poświęcone roślinności ogrodu botanicznego w Monachium[4][3].

Opublikował wiele artykułów w czasopismach naukowych, między innymi w „Müchener Denkschriften”, „Zeitschrift der Regensburger botanischen Gesellschaft”, „Hoppe’s botanisches Taschenbuch”.

## Członkostwa, wyróżnienia i nagrody
- 1778 – członek nadzwyczajny Bawarskiej Akademii Nauk[2]
- 1808 – Order Zasługi Korony Bawarskiej[2]
- 1809 – członek zwyczajny Bawarskiej Akademii Nauk[2]
- 1816 – wybrany na członka Niemieckiej Akademii Przyrodników Leopoldina (niem. Deutsche Akademie der Naturforscher Leopoldina)[5][2]
- 1824 – nominowany na kapelana tajnego radcę (niem. geistlicher geheimer Rat)[2]
- 1829 – Order Ludwika[2]

## Upamiętnienie
Od jego nazwiska został nazwany gatunek mimozy: Schrankia.